# Nico Venjacob
Nico Venjacob (* 16. August 1983 in Rheda-Wiedenbrück) ist ein deutsch-italienischer Bühnen- und Filmschauspieler und Theaterautor.

## Leben
Nico Venjacob ist als Sohn einer italienischen Mutter und eines deutschen Vaters als erster von zwei Söhnen im ostwestfälischen Rheda-Wiedenbrück geboren. Seine frühe Kindheit verbrachte er abwechselnd in seiner deutschen Heimatstadt und mit seiner italienischen Großmutter in Apulien, Süditalien. Ab der Einschulung wuchs Venjacob dann in Rheda-Wiedenbrück auf, wo er bis zum 20. Lebensjahr gelebt hat. Er spricht sowohl deutsch als auch italienisch fließend.
Er engagierte sich während dieser Zeit in verschiedenen Bereichen der Stadtgemeinde. So war er langjähriger Ehrenamtlicher des Jugendkulturrings der Stadt, jobbte als freier journalistischer Mitarbeiter bei der regionalen Tageszeitung und war Mitglied der Theatergruppe „Theater, Theater“ der dort ansässigen Volkshochschule.
Nach den dort gesammelten Erfahrungen und der Hauptrolle des Don Juan in Max Frischs Don Juan oder die Liebe zur Geometrie im Literaturkurs der gymnasialen Oberstufe, entschied er sich 2005 für eine vierjährige Ausbildung an einer Kölner Schauspielschule, welche er 2009 erfolgreich als Schauspieler abschloss.
Nico Venjacob lebt seit 2005 in seiner Wahlheimatstadt Köln. Seit Februar 2024 hat er gemeinsam mit seiner langjährigen Lebensgefährtin einen Sohn.

## Beruf
Nach seinem Abschluss 2009 und diversen kleineren Theaterprojekten, begann Venjacobs Karriere 2010 mit seinem ersten TV-Engagement für eine kleine Rolle in einer Folge der Fernsehserie Die Anrheiner.
2011 verschlug es ihn dann auf die Bühne, als er die Zusage für die Rolle des Enzo Danesi in Stefan Vögels Achtung Deutsch! bekam, die im Theater an der Kö unter der Regie von Jochen Busse aufgeführt und seitdem bis heute mit großem Erfolg an mehreren Boulevardtheatern deutschlandweit gespielt wurde. 2014 erhielt die Produktion den Monica Bleibtreu-Preis in der Kategorie Beste Komödie an Privattheatern. Er spielt dort eine von sechs Hauptrollen, einen Italiener, der schnell auf Emotionstouren kommt.
Während dieser Zeit spielte Venjacob auch in anderen Boulevardstücken mit, u. a. an der Seite von Markus Majowski in Curth Flatows Komödie Der Mann, der sich nicht traut im Kölner Theater am Dom unter der Regie von Jürgen Wölffer den Sohn des Standesbeamten, der gegen den Willen seines Vaters heiraten will.
Seine erste große Hauptrolle vor der Kamera, abgesehen von einigen Kurzfilmen, hatte Nico Venjacob 2013 in der Tragikomödie Beinahe Negativ, in welcher er den exzentrischen Medizinstudenten Niels verkörperte. Obwohl es sich um eine Low-Budget-Produktion handelt, erreichte der Film einige Aufmerksamkeit, vor allem auf internationalen Festivals.
2014 übernahm Venjacob in der 7. Staffel der Fernsehserie Pastewka für mehrere Folgen die Rolle des Medizinstudenten Ulf.
2018 stand er unter anderem an der Seite von Wilson Gonzalez Ochsenknecht in der Funk-Produktion Freaks (Webserie) in der Rolle des überforderten Pflegers Peter in einer psychiatrischen Heilanstalt für Jugendliche vor der Kamera. Zudem war er auch in Bettys Diagnose (2023) sowie in der fünften Staffel von Mord mit Aussicht (2024, als Supermarktleiter Otte) jeweils in Episodenrollen zu sehen.
2024 erschienen zwei Theaterkomödien von Nico Venjacob im Ahn & Simrock Bühnen- und Musikverlag.

## Rezeption
Für seine Leistung in der Komödie Achtung Deutsch! im Frankfurter Theater Die Komödie lobte ihn die Offenbach-Post mit den Worten: „Aus dem durchweg erstklassigen jungen Ensemble stechen besonders Nico Venjacob mit seiner Paten-Nummer und Matthias Kofler als arbeitsscheuer Wiener hervor.“ Die Frankfurter Rundschau lobt ihn für seinen „bemerkenswert gut einstudierten tumben Gesichtsausdruck“ in der Komödie Der eingebildete Doktor im gleichen Theater. Das RheinMainTaunus-Onlinemagazin meinte dazu: „Nico Venjacob spielt jedoch den scheinbar trotteligen Sohn, der eigentlich ganz clever ist, vergnüglich gut. Sein wechselnder Gesichtsausdruck von blöde zu gewitzt ist verblüffend.“